# Psilocera
Psilocera is een geslacht van vliesvleugeligen uit de familie Pteromalidae. De wetenschappelijke naam van dit geslacht is voor het eerst geldig gepubliceerd in 1833 door Walker.

## Soorten
Het geslacht Psilocera omvat de volgende soorten:
- Psilocera americana (Ashmead, 1888)
- Psilocera babiae De Santis, 1972
- Psilocera brachycoxae (Risbec, 1952)
- Psilocera brasiliensis (Ashmead, 1904)
- Psilocera caldericola Askew, 2002
- Psilocera californica (Ashmead, 1896)
- Psilocera clavata Sureshan & Narendran, 1995
- Psilocera clavicornis (Ashmead, 1904)
- Psilocera concolor (Thomson, 1878)
- Psilocera confusa Graham, 1992
- Psilocera crassispina (Thomson, 1878)
- Psilocera ghanii Subba Rao, 1981
- Psilocera grahami Özdikmen, 2011
- Psilocera heydoni Sureshan, 2001
- Psilocera magniclavata (Ashmead, 1904)
- Psilocera mexicana (Ashmead, 1895)
- Psilocera neoclavicornis Narendran & Girish Kumar, 2009
- Psilocera nicaeensis (Dalla Torre, 1898)
- Psilocera obscura Walker, 1833
- Psilocera pandens (Walker, 1872)
- Psilocera pulchricornis (Girault, 1915)
- Psilocera punctifrons (Thomson, 1878)
- Psilocera rufipes (Ashmead, 1896)
- Psilocera scutellata Sureshan, 2001
- Psilocera seiugata Graham, 1992
- Psilocera tennysoni (Girault, 1913)
- Psilocera verticillata (Förster, 1841)
- Psilocera vinayaki Sureshan & Narendran, 1995